# Казепяе (Пейпсіяере)
Ка́зепяе  (ест. Kasepää alevik) — селище в Естонії, у волості Пейпсіяере повіту Тартумаа.

## Населення
Чисельність населення на 31 грудня 2011 року становила 194 особи.

## Географія
Селище розташоване на березі Чудського озера.
Через населений пункт проходить автошлях 22242 (Алатсківі — Варнья).

## Пам'ятки
- Старообрядницька церква (Kasepää vanausuliste palvemaja)